# Жезл правления
Же́зл правле́ния — полемическое сочинение Симеона Полоцкого, впервые опубликованное весной 1667 года. По поручению собора Симеон Полоцкий должен был подготовить трактат, опровергающий риторику старообрядцев, тем самым повлиять на последствия раскола внутри Русской православной церкви 1650—1660-х годов.

## История создания
Создание «Жезла правления» неразрывно связано с расколом Русской церкви, конфликтом 1650—1660-х годов — спорами между сторонниками патриарха Никона, считавшими необходимым исправление церковных книг по греческим образцам, и старообрядцами, отрицавшими реформы Никона. Финальной точкой конфликта стал Большой Московский собор 1666—1667 гг., обличивший старообрядцев и предавший анафеме главных его лидеров, а также осудивший Никона и избравший нового патриарха.
Симеон Полоцкий стал одним из ключевых участников церковных соборов 1666—1667 гг. Председателем собора был Паисий, александрийский патриарх, а Симеон Полоцкий — его ближайшим помощником, он вел протоколы соборов. 7 мая 1666 г. собор постановил составить и опубликовать обличение челобитных, написанных старообрядцами Никитой Пустосвятом и Лазарем. В «Челобитной» царю Алексею Михайловичу Никиты Пустосвята, суздальского священника, осуждались реформы Никона, а также подвергались критике его сочинения «Скрижали», «Служебники», «Требник» и «Триодь постная». Сама челобитная так и не попала в руки к царю, так как была отобрана у Никиты Пустосвята ещё в Суздале. Сочинения Лазаря, священника города Романова-Борисоглебска, «Роспись вкратце нововводным церковным раздорам…» и «О несогласии самих с собою новых книг…» также были направлены против Никона. Работы Лазаря все же были доставлены царю, однако ничего не изменили.
Церковный собор поручил обличение челобитных Симеону Полоцкому и Паисию Лигариду. Симеон Полоцкий, сразу взявшийся на написание трактата, закончил книгу за два месяца. Кроме того, для Паисия Лигарида, не знавшего русского, Симеон перевел «Челобитную» Никиты Пустосвята на латинский язык. По всей видимости, отклики и соображения Паисия были переведены Симеоном на русский язык и вошли в книгу.
Таким образом, изданный в 1667 г. Печатным двором «Жезл правления» стал книгой, обличавшей взгляды старообрядцев и транслировавшей официальную позицию русской церкви.

## История публикации и разночтения
Доподлинно известно, что благодаря своей тематике трактат произвел впечатление на современников. Однако, о популярности «Жезла правления» мы также можем судить по некоторым особенностям, связанным с изданием.

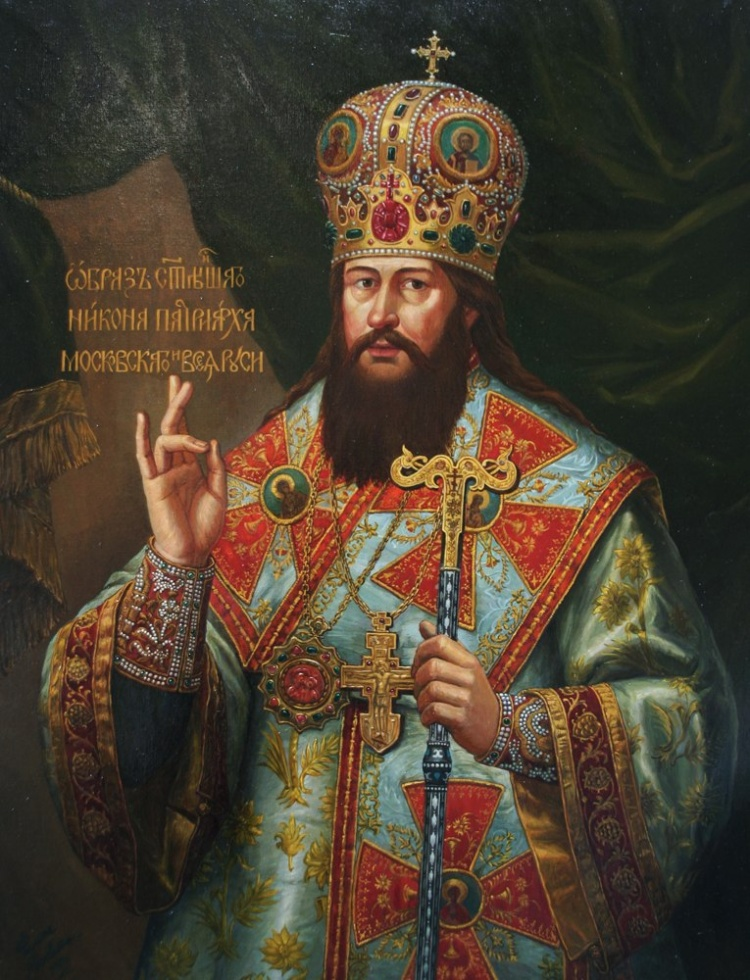
Патриарх Никон с жезлом, венчают который головы змей.

На титульном листе сочинения изображён архиерейский жезл, венчают который головы змей, что в православии принято считать признаком официоза и торжественности. Издатели однозначно придавали книге особое значение и осознавали её актуальность, именно поэтому посох был украшен и помещён в заглавие. Также змеи символизировали мудрость никоновских реформ: патриарха часто изображали на иконах с привезённым из Греции жезлом который заканчивался головами змей
Работа над текстом велась в спешке, и на сегодняшний день сохранилось несколько копий, которые позволяют нам проследить за историей редакции.
В самом первом варианте отсутствовал титульный лист, а также послание патриарха и стихотворение самого Полоцкого во вступлении — печатали трактат, начиная с «Предисловия». Исследователи также указывают на то, что в первой печатной копии были выявлены нарушения, связанные с пагинацией, а часть текста из-за технических проблем, возможно, была утрачена, что, однако, не повлияло на связность текста.
Во втором варианте «Жезла правления» были исправлены мелкие недочеты, брак и вставлены «предречия», но из-за непоследовательности редакторов в тексте осталось множество опечаток.
В третьем варианте была добавлена статья «Исполнение возобличения на Никиту» и заменена концовка, чем и примечательна копия.
Это три самых известных издания на сегодняшний день, которые свидетельствуют о том, что работы было много, и в ней были заинтересованы.
Гораздо сложней определить, когда «Жезл правления» был опубликован, поскольку во всех сохранившихся копиях на титульном листе отсутствовала датировка. В первую очередь текстологи ориентировались на контекст и пытались по нему восстановить дату: например, в книге 1667 год назван «нынешним». Также они изучали упоминания «Жезла правления» в других источниках (см. замечание о «Жезле правления» в послании патриарха Иоасафа II в «Служебнике» за ноябрь 1667 года), выяснив опытным путём, что трактат был написан между 10 февраля и 10 июля 1667 года.

## Структура текста и содержание
«Жезл правления» состоит из 100 главок. Титульный лист содержит изображение архиерейского посоха (как символ духовной власти). Здесь же присутствует полное название текста: «Жезлъ правления: на правителство мысленнаго стада Православнороссийския Ц(е)ркве; утвержения: во утвержение колебающихся во вере; наказания: в наказание непокоривыхъ овецъ; казнения: на поражение жестоковыйныхъ и хищныхъ волковъ, на стадо Хр(и)стово нападающихъ». Дата выхода книги и имя автора на титульном листе не указаны. Далее следует запись о том, что «Жезл правления» написан «от всего ос(вя)щеннаго собора», за которой следует обращение патриарха Иоасафа II и собора к царю Алексею Михайловичу. После этого идут 2 предисловия ко всей книге (краткое стихотворное и пространное прозаическое). Стихотворное предисловие содержит в себе акростих «Симеон Полоцкий трудился». Кроме того, предисловия есть для каждой части книги.
Симеон Полоцкий пишет о необходимости церковных реформ, которые рассматривал Большой Московский церковный собор. В начале книги, в авторском предисловии, он суммирует аргументы, касающиеся взглядов старообрядцев. Также звучит призыв к православным: «…сторонитесь безумного учения новых глупцов, а не благословцов; избегайте их ложного толкования, открыто изобличенного этим нашим „Жезлом“». Автор критикует позицию раскольников, анализирует расхождения с учением церкви в их выступлениях. Например, он пишет об их неправильном, искаженном восприятии: «поврежденное имеяй чювство вкушения — и сладкопищия желчию именует». Автор также подчеркивает, что учение раскола непрочное: «Основанию здания подвигшуся, вся храмина бедствует и ко еже пасти преклоняется». Аргументируя свою точку зрения, Симеон Полоцкий часто обращается к Священному писанию, сочинениям Отцов Церкви и другим важным для христиан текстам.

## Полемика вокруг «Жезла правления»
Собору понравился «Жезл правления», его назвали сделанным «из чистого серебра Божия слова, и от священных писаний и правильных винословий сооруженным». В письме от 27 сентября 1676 г. к Симеону Полоцкому из Курска ученик Симеона Сильвестр Медведев дает высокую оценку «Жезлу». Но трактат вызвал оживленную полемику, его даже назвали «Жезлом кривления». Книга содержала в себе католические суждения о непорочном зачатии, а также о времени пресуществления Святых Даров на литургии.
Уже в первой части трактата Симеон Полоцкий выражает нетерпимость к старообрядцам. Он обличает Никиту Добрынина: «обезглавити сего Голиафа, та же уды и вся телеса полчища его птицам и зверем отдати». После чего Никиту действительно четвертовали. Также трактат вызвал недовольство у монаха Евфимия Чудовского, который увидел в нём латинские суждения: «Книги Жезла списатель написа о зачатии Пресвятыя Богородицы… противно мысли святыя восточныя церкве, не чет греческих книг, … но чет латинскыя токмо книгы, и оттуду таковую мысль написал… прелщась от латинских растленных книг, яко в иных, тако и всем». Он составил из замеченных им в книге ошибок сборник, озаглавленный: «Написася сие из книги, глаголемыя венец веры, сложеныя по мудрствованию латинскому».
Также патриарх Иоаким отметил «латинские ереси» у Симеона Полоцкого: «И во всех тех своих писаниях написа латинского зломудрования некие ереси: аще от неискусства, аще ухищренно и неудопознанно лежаще суть в писаниях его, яко о исхождении Святого Духа от Отца и Сына, овыя же и явлено, яко написа словесы Господними токмо претворятися хлебу и вину в Тело и Кровь Христову, и яко покланятися на словесах увещеваше, егда ещё не пресуществишася хлеб и вино в Тело и Кровь, но токмо возобразна суть Тела и Крове Христовы».
Иеромонах Епифаний Славинецкий тоже отзывается о некоторых положениях «Жезла» как о «латинской ереси»: «Наши киевляне учились и учатся точию по-латине и чтут книги токмо латинские, и оттуда тако мудрствуют, а гречески не училися и книг греческих не чтут и того ради о сем истины не ведают и вельми в сем погрешили, зане сие есть ересь латинская, латини бо тако мудрствуют, яко и сам (Симеон) глаголеши, яко западнии учителие глаголяют, Христовыми токмо словесы совершатися Телу Христову и Крови. И аз глаголю, яко латини тако новомудрствуют».

## Историко-культурное значение
«Жезл правления» имеет большое значение для религии и культуры. Произведение является первой книгой, изданной по решению Большого Московского Собора и наделенной благословением патриарха всея Руси.
«Жезл правления» важен для истории Российской православной церкви в первую очередь потому, что он стал главной официальной книгой, обличающей взгляды и убеждения старообрядцев. Также благодаря этому произведению впервые в открытой печати появились фрагменты текстов раскольников, которые Симеон Полоцкий использовал при написании книги.
«Жезл правления» можно связать с развитием новой литературной традиции — это произведение является первым опытом литературного противоборства. Книга соотносится с полемической литературой: «Жезл правления» содержит в себе не только изложение постановлений и решений Большого Московского церковного собора 1666—1667 гг., но и религиозную полемику, направленную в сторону раскольников. Критикуя в произведении старообрядцев, Симеон Полоцкий продолжает на русской земле литературную традицию земель Беларуси, Литвы и Украины, где с помощью художественного языка полемических текстов старались решать сложные конфликты. Так, «Жезл правления» ещё называют трактатом или оружием против раскола, а исследователь И. А. Татарский пишет о книге Симеона Полоцкого как о первом значительном полемическом произведении.